# Santiago Osorio Marín
Santiago Osorio Marín (nacido el 9 de septiembre de 1994 en Manizales, Colombia) es un periodista y político colombiano, miembro de la Cámara de Representantes del Congreso de la República de Colombia, elegido por el departamento de Caldas. 

## Trayectoria política
Santiago Osorio Marín decidió aspirar por primera vez a un cargo de elección popular luego del estallido social en Colombia. Luego de su paso por varios medios de comunicación y corporaciones públicas, decidió pasar de los micrófonos de las cadenas nacionales a los del Congreso de la República para buscar el bien común para su país. Fue electo representante a la cámara por el Pacto Histórico y la Alianza Verde con una cifra de 23.977 votantes, siendo así el único congresista elegido por lista abierta del Pacto Histórico.
Esta votación fue la primera en Manizales y la segunda en el departamento de Caldas. 

## Experiencia periodística
Santiago Osorio es periodista de Manizaleño, egresado de la universidad de Manizales, quien empezó su carrera trabajando en el Canal Regional Telecafé, un reconocido medio de la región en el que se desempeñaba como presentador. Posterior a esta experiencia firmó contrato con uno de los  medios de comunicación más importantes de Colombia, Citytv de la Casa Editorial El Tiempo. 
En este canal de suma importancia para la capital del país, trabajó como presentador y reportero para Arriba Bogotá y la Emisión Central de Citynoticias. Sus informes periodísticos llamaron la atención de la periodista colombiana Claudia Palacios, quien lo incorporó en su equipo de trabajo. Primero como editor de temas sociales y posteriormente como editor político del noticiero "Tu Mundo Hoy". Santiago cubrió para Citytv y El Tiempo Televisión, el proceso de paz y su consolidación y el famoso fast-track legislativo del acuerdo de paz. Asimismo fue reportero en la Casa de Nariño. 
En esta casa periodística, escribió también múltiples informes para el periódico El Tiempo. 
Su carrera como periodista tuvo un giro hacia el sector legislativo y posteriormente al ejecutivo. Santiago llegó al Congreso de a República como asesor y luego fue llamado a integrar el equipo de la Alta Consejería para la Información y Prensa de la Presidencia de la República, como asesor. 
Vida personal
Su madre es profesora del magisterio nacida en Neira y su padre, comerciante nacido en Aranzazu, Caldas. Ambos concibieron dos hijos, Santiago y Valentina, su hermana, quien es psicóloga de la Universidad de Manizales. Es primo del exalcalde de Manizales, Carlos Mario Marín, quien llegó también a este cargo de elección popular por el Partido Alianza Verde.